# Diminuendo
Il diminuendo è un'indicazione dinamica che prescrive una diminuzione graduale dell'intensità di uno o più suoni. È il contrario del crescendo, ed è comunemente utilizzato a partire dal XVIII secolo.
Lo smorzando è un diminuendo che comporta l'estinzione totale del suono.
Il diminuendo viene indicato con l'abbreviazione dim. oppure con il segno grafico ">" .
Può essere seguito dal crescendo per creare determinate sensazioni a seconda del brano musicale.